# نشانگان خروجی قفسه سینه
نشانگان خروجی قفسه سینه یا توراسیک اوت لت سندرم (Thoracic outlet syndrome) یا (TOS) تنگی فضای خروجی قفسه سینه است که موجب فشار بر عروق و اعصاب ناحیه خروجی قفسه سینه می‌شود.

## علل و علائم
علل مختلفی مانند دنده گردنی، تومور پان کوست، علل شغلی و ترومای ناشی از تصادف اتومبیل می‌توانند موجب این سندرم شوند. در این سندرم فشار بر عروق ساب کلاوین و شبکه عصبی بازویی موجب علائمی مانند احساس گزگز در انگشتان، درد در گردن، شانه و دست، سردرد و افتادن مکرر اجسام از دست می‌شود.

## درمان
درمان سندرم توراسیک اوت لت به دو روش غیرتهاجمی و تهاجمی صورت می‌گیرد. درمان غیر تهاجمی با فیزیوتراپی، کشش و ... است درمان تهاجمی با تزریق کورتیزون و بوتاکس است.
در مواردی که درمان غیرجراحی مؤثر نباشد، استفاده از روش‌های جراحی ضرورت دارد. دو روش جراحی برداشتن دنده اول و عضله اسکالن است. این کار به دو روش جراحی بالای ترقوه (supraclavicular) و زیربغلی(transaxillary) انجام می‌گیرد.